# Crucibulum concameratum
Crucibulum concameratum is een slakkensoort uit de familie van de Calyptraeidae. De wetenschappelijke naam van de soort is voor het eerst geldig gepubliceerd in 1859 door Reeve.